# Ausscheidungsgewebe

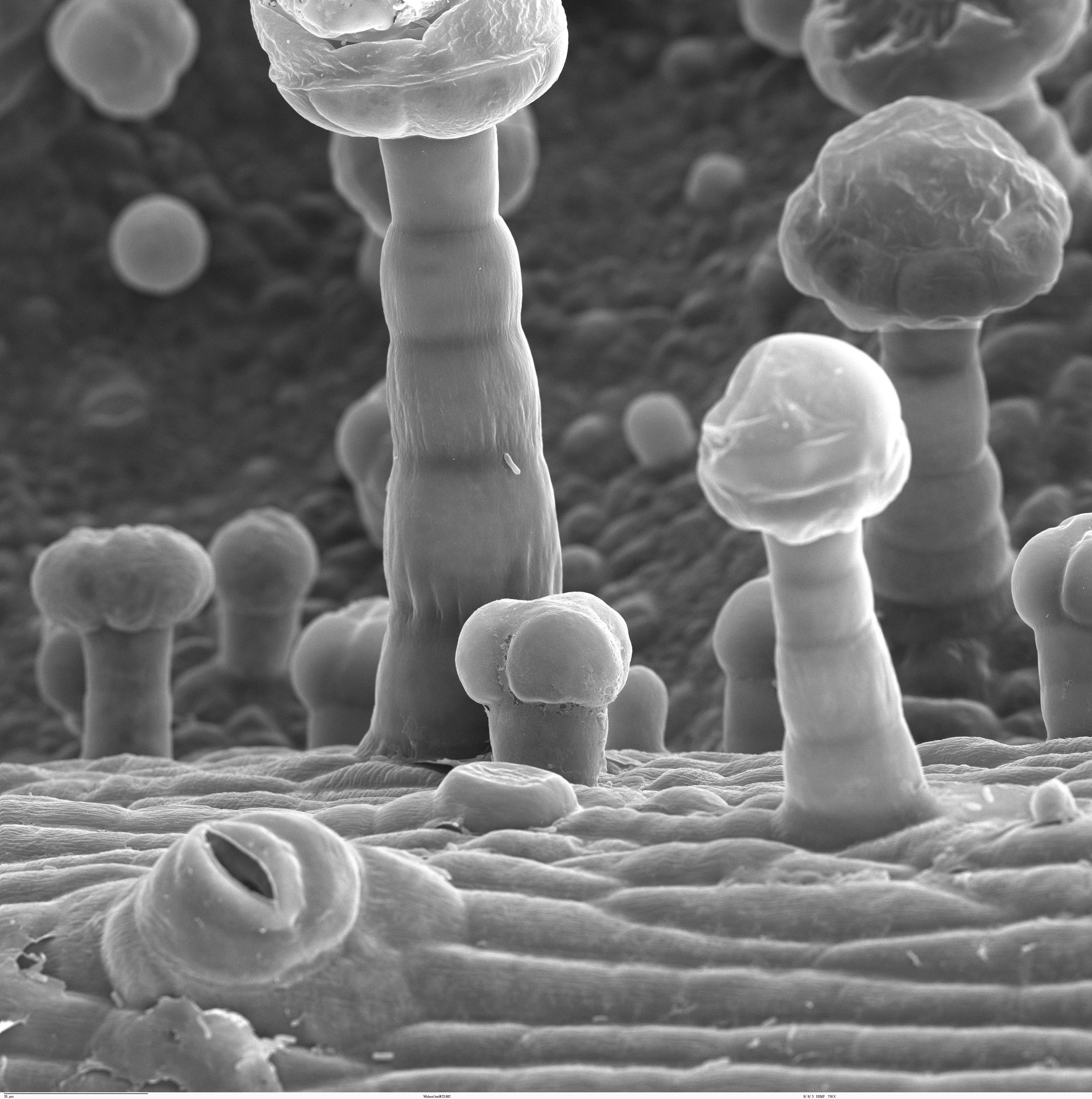
Beispiel für Drüsenhaare auf der Epidermis

Der Begriff Ausscheidungsgewebe (auch Exkretionsgewebe oder Eliminationsgewebe) bezeichnet einen Zellverband der Pflanze, der für den Stoffaustausch zuständig ist. Die Arten des Stoffaustausches unterteilt man in Exkretion und Sekretion. Ihre Funktionen können verschieden sein, beispielsweise als Fraßgift, Infektionsabwehr oder zur Anlockung von Tieren.

## Exkretion
Die Exkrete werden aus den sich bildenden Zellen ausgeschieden und gehören zu den sekundären Pflanzenstoffen. Diese Stoffe werden nicht für den „Energie-“ oder „Baustoffwechsel“ benötigt.

### Drüsenzellen auf der Epidermis
Drüsenhaare oder Drüsenschuppen speichern das Exkret zwischen den Ausscheidungszellen und der Kutikula (Haut) ab. Man kann sie durch ihre Abscheidungsprodukte in Schleimdrüsen, Harzdrüsen, Salzdrüsen, Öldrüsen, Nektarien und Verdauungsdrüsen unterscheiden. In der Pharmazie oder der Parfümindustrie handelt es sich oft um lipophile (ölige) Substanzen die genutzt werden, wie ätherische Öle. Durch Zerstörung der Kutikula wird das Exkret freigesetzt und kann weiterverarbeitet werden. Ein Beispiel dafür wäre die Pfefferminzpflanze. Die Mikroskopierung der verschiedenen Drüsenhaartypen dient in der Botanik als typisches Unterscheidungsmerkmal der Pflanzengattungen.
- Drüsenhaartyp A (Köpfchenhaar) kommt hauptsächlich in Korbblütlern vor. Es ist in der Draufsicht rund und verfügt über zwei sezernierende (absondernde) Zellreihen (brötchenähnliches Aussehen).
- Drüsenhaartyp B (Drüsenschuppe) befindet sich meistens auf den Blättern der Lippenblütler. Es ist in der Draufsicht auch rund, aber besitzt vier bis zwölf sezernierende Zellen, die radiär angeordnet sind.[1]

### Ausscheidungsräume
Das innere Ausscheidungsgewebe befindet sich im Parenchym (Grundgewebe) oder anderen Gewebsarten und entsteht entweder schizogen oder rhexigen. Schizogen bedeutet, dass sich die Interzellularen (Zwischenräume) durch ein Auseinanderweichen bilden. Dabei werden die Zwischenwände (Mittellamellen) durch Enzyme aufgelöst und die umliegenden Zellen bleiben intakt. Rhexigen hingegen bedeutet, dass durch innere Wachstumsspannungen die Zellen zerreißen und es zu einer Bildung des Ölbehälters kommt, wobei umliegende Zellen zerstört werden.
- Exkretgänge transportieren und speichern die gebildeten Stoffe. Eine Art davon sind die Harzkanäle. Sie sind schizogen und umgeben von Drüsenzellen, die die Harze in die Kanäle abgeben. Wird die Pflanze verletzt, treten die Harze aus und verschließen die Wunde. Außerdem wirken die Harze gleichzeitig desinfizierend.
- Exkretbehälter entstehen lysigen (durch Auflösen der Zellen) oder schizogen und können Öle enthalten, die die Pflanze schützen oder Tiere anlocken, welche durch das Fressen der Früchte zur Verbreitung der Pflanzensamen beitragen.[2]

### Drüsenzellen für die Wasserausscheidung
Sie werden auch Hydathoden oder „Wasserspalten“ genannt. Ihre Funktion besteht in der Ausscheidung von überflüssigem Wasser (Guttation).

## Sekretion
Die Sekrete werden in die Vakuolen der Pflanze abgegeben. Ob die Sekrete von den Pflanzen noch benötigt werden oder nicht, kann hier – im Gegensatz zu der Einteilung bei den Tieren – nicht genau bestimmt werden.

### Idioblasten
Idioblasten unterscheiden sich in ihrem Aussehen und in ihrer Funktion von den umliegenden Zellen. Die sekretenthaltenden Zellen können in langen verzweigten oder kompakten Systemen miteinander in Verbindung stehen. Die Idioblasten bei der Sekretion werden eingeteilt in Kristallzellreihen, Milchröhren und lysigene Ölbehälter.

#### Kristallzellreihen
Um die Leitbündel (Leitgefäße) herum sind oft Fasern oder Faserscheiden zu erkennen, die Calciumoxalat enthalten. Diese nennt man Kristallzellreihen.

#### Milchröhren
Wenn durch die Sekrete Emulsionen (Milchsäfte) gebildet werden und sich die Querwände zwischen den Sekretzellen auflösen, wird eine Art „Gang“ gebildet (Milchröhre).

#### Lysigene Ölbehälter
Es sind Sekretzellen, die eng aneinanderliegen und deren Zellwände sich auflösen. Durch diesen Vorgang werden die sogenannten lysigenen Ölbehälter gebildet. Ein Beispiel hierfür wären die mit ätherischem Öl gefüllten Ölbehälter der Pomeranzenschale.

## Sonderform

### Transferzellen
Sie werden auch „Übergangszellen“ genannt und verfügen über einen intensiven Stoffaustausch von beispielsweise Salz oder Nektar. Ihre Funktionen sind unterschiedlich. Es könnte sich beispielsweise um Haustorien, Salzdrüsen, Nektarien oder ähnliche Zellen handeln.